# Мадагаскарский ястреб
Мадагаскарский ястреб (лат. Tachyspiza francesiae) — вид хищных птиц из семейства ястребиных (Accipitridae), обитающий на Мадагаскаре и Коморских островах. Видовое название дано в честь леди Франс Коул (1784—1847), жены губернатора Капской колонии (с 1828 по 1833 годы) сэра Лоури Коула (1772—1842).

## Описание
Мадагаскарский ястреб длиной от 21 до 29 см, размах крыльев составляет от 40 до 54 см, длина хвоста от 10 до 16 см. Длина самцов составляет всего 70 % длины самок.
Самец номинативной формы имеет тёмно-серую окраску верхней части тела и светло-серую окраску головы. Серый хвост имеет черноватую полосу. Нижняя часть тела белая с тонкими красно-бурыми или бурыми полосами на груди и боковых сторонах. В полёте заметны полосы на груди и плечах. Крылья имеют белую окантовку. Самки сверху коричневые, хвост имеет тонкие тёмно-коричневые полосы, широкую тёмно-коричневую полосу и тонкую белую полосу на конце. Нижняя сторона белая с узкими красно-коричневыми полосами.
Глаза, восковица и ноги более или менее жёлтые. У самца цвет радужки оранжевый. У молодых птиц восковица и ноги светлые и больше зеленоватые.

## Вокализация
Призывный крик звучит как резкое «кии-кии-кии» или «квит-квит-квит-квит» и имеет сходство с призывом африканского тетеревятника (Accipiter tachiro).

## Распространение
Мадагаскарский ястреб был первоначально лесным обитателем. Тем не менее, он смог приспособиться к антропогенным изменениям жизненного пространства на Мадагаскаре и населяет сегодня также деградировавшие и вторичные леса, лесные саванны, буш, культурные ландшафты с редкими деревьями, парками, большие сады, а также плантации какао, кофе, кокосового ореха, мексиканской агавы и фруктовые плантации. На Коморских островах он гнездится также в манграх. Его можно встретить в высокогорьях на высоте до 2000 м над уровнем моря.

## Питание
Мадагаскарский ястреб питается преимущественно рептилиями, в частности, хамелеонами, а также крупными насекомыми, включая саранчу и жуков. Иногда он ловит также земноводных, мелких птиц и грызунов. В противоположность многим видам рода он охотится почти исключительно из открытых засад, в качестве которых часто служат столбы или сухие ветви. Пары иногда охотятся совместно.

## Размножение
Мадагаскарский ястреб живёт вне периода размножения в парах. Период размножения длится с сентября по февраль. Относительно большое гнездо сооружается из веток и выкладывается изнутри листьями. В кладке от 3-х до 5-и яиц. Сведения об инкубационном и выводковом периодах, а также о количестве птенцов отсутствуют.

## Подвиды
Международный союз орнитологов выделяет четыре подвида, из которых один ранее считался вымершим:
- Номинативная форма  T. f. francesiae распространена на Мадагаскаре.
- Область распространения T. f. bruta коморский остров Майотта. Подвид меньше номинативной формы. Оба пола похожи на самку номинативной формы. Оперение верха бурое. Хохол и затылок серые, щёки светло-коричневые. Брюхо белое с выраженными бурыми полосами на груди.
- T. f. griveaudi обитает на острове Гранд-Комор. Таксон меньше номинативной формы. Оба полы похожи на самца номинативной формы. Грудь имеет розовый оттенок с червеобразным рисунком. На хвосте четыре тёмных полосы.
- Tachyspiza francesiae pusilla был эндемиком острова Анжуан, последняя доказанная встреча с которым произошла в 1958 году. Был того же размера что и A. f. brutus, оба пола которого были похожи на самца номинативной формы. Брюхо белое, боковые стороны серые.